# Військовий кур'єр України
Військовий кур’єр України — український щотижневик військової спрямованості, який видається з 28 листопада 2016 року. Орієнтований на розповсюдження в прифронтовій зоні АТО.

## Колектив
- Головний редактор – офіцер запасу Андрій «Док» Галат (Кісельов)
- Голова редакційної колегії Олександр «Юстас» Шульман
- Засновник – офіцер запасу Олександр Сурков

## Зовнішні посилання
- mil.co.ua
- Перший номер фронтової газети «Військовий кур’єр України» відбув на передову [Архівовано 7 лютого 2018 у Wayback Machine.]
- Військовий кур’єр вже читають скрізь – від ВР до передових опорників